# Serafim Żeleźniakowicz

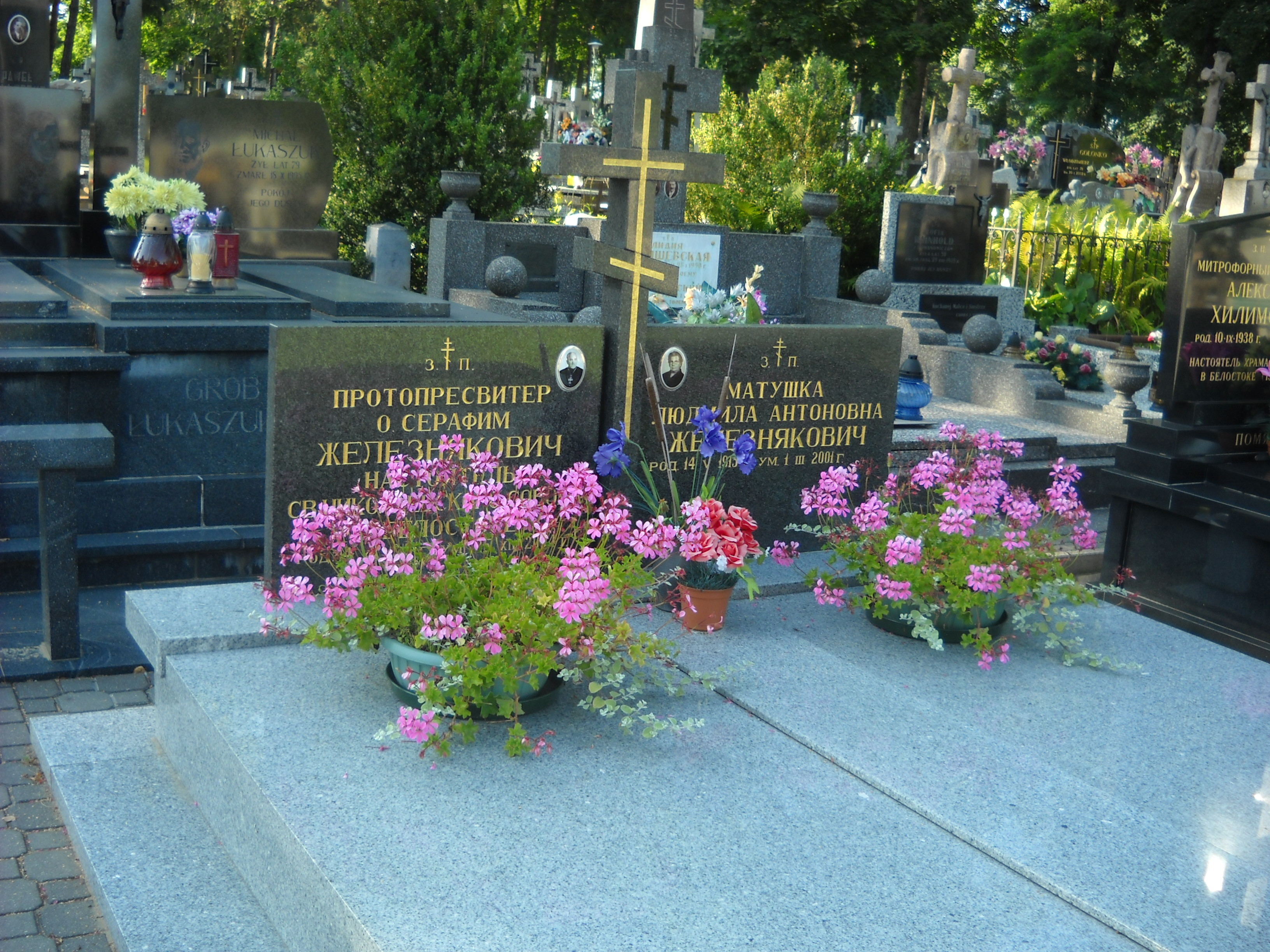
Grób duchownego na cmentarzu prawosławnym w Białymstoku

Serafim Żeleźniakowicz (ur. 27 grudnia 1913 w Timkowiczach, obecnie Białoruś, zm. 25 grudnia 2004 w Białymstoku) – duchowny prawosławny (protoprezbiter), wieloletni rektor Warszawskiego Seminarium Duchownego.

## Życiorys
Był synem kapłana prawosławnego, Arsenija Żeleźniakowicza, i jego żony Ludmiły zd. Gołub. W wieku dziewięciu lat stracił ojca, zaś w 1935 także matkę. Już wcześniej, pod wpływem przykładu ojca, postanowił zostać kapłanem. W 1935 ukończył Seminarium Duchowne w Wilnie, w 1939 Studium Teologii Prawosławnej Uniwersytetu Warszawskiego, jednak z powodu wybuchu II wojny światowej nie mógł obronić pracy magisterskiej.
24 maja 1942 biskup grodzieński i białostocki Benedykt wyświęcił go na diakona, zaś następnego dnia – na kapłana. Pierwszą parafię prowadził w Hajnówce. Wyróżniwszy się w swojej pracy duszpasterskiej, został wyznaczony przez metropolitę warszawskiego i całej Polski Makarego na rektora prawosławnego seminarium duchownego w Warszawie. Funkcję tę pełnił w latach 1951–1970; uzupełniał jednocześnie studia, otrzymując stopień kandydata nauk teologicznych na Akademii Duchownej w Moskwie (1958) oraz broniąc doktorat z teologii na Chrześcijańskiej Akademii Teologicznej (ChAT) w Warszawie. W latach 1962–1991 był wykładowcą ChAT. Swoją dysertację doktorską poświęcił historii monasteru św. Onufrego w Jabłecznej.
16 września 1970 został proboszczem katedralnego soboru św. Mikołaja w Białymstoku, od 1986 był dziekanem okręgu białostockiego. Przyczynił się do powstania największej świątyni prawosławnej w Polsce – cerkwi Świętego Ducha w Białymstoku. Zajmował się duszpasterstwem młodzieży licealnej i akademickiej, reprezentował Kościół prawosławny na sympozjach naukowych. 24 września 1986 sobór polskich biskupów prawosławnych nadał mu wysoki tytuł protoprezbitera.
W chwili śmierci był najstarszym duchownym prawosławnym w Polsce. Pochowany został na cmentarzu prawosławnym Wszystkich Świętych w Białymstoku.